# John Tyler
John Tyler, Jr. (Charles City County, 29. ožujka 1790. – Richmond, 18. siječnja 1862.) je američki političar, najpoznatiji po tome što je bio 10. po redu predsjednik SAD-a.

## Životopis
John Tyler se rodio u obitelji uglednog virginijskog zemljoposjednika, političara i budućeg guvernera Virginije Johna Tylera Seniora. Mladi se Tyler također bavio politikom, a nakon kraćeg boravka u američkom Kongresu, i sam je postao guverner Virginije.
Tyler je, kao mnogi južnjački političari svog doba, bio zagovornik prava država-članica te pristaša Demokratsko-republikanske, a kasnije i Demokratske stranke. Međutim, kada je demokratski predsjednik Andrew Jackson nastojao nametnuti autoritet federalne vlasti u nulifikacijskoj krizi, razočarani Tyler se iz protesta okrenuo opozicijskim vigovcima.
Godine 1839. je na izbornoj konvenciji vigovaca određen za potpredsjedničkog kandidata na sljedećim izborima. Svrha toga je bila pomoći predsjedničkom kandidatu Williamu Henryju Harrisonu da dobije glasove na Jugu. Godine 1840. plan uspijeva, te je Harrison izabran za predsjednika, a Tyler je postao potpredsjednik SAD-a.
Dana 4. travnja 1841. Harrison je preminuo, a Tyler dva dana kasnije, u skladu s Ustavom, položio predsjedničku zakletvu, postavši prvi predsjednik SAD koji nije izabran na tu dužnost. 
Tyler je odmah nakon stupanja na dužnost razočarao svoje vigovske kolege stavljanjem veta na zakone kojima je cilj bilo povećati ovlasti federalne vlasti. Zbog toga je Tyler isključen iz stranke, a njegov je kabinet podnio ostavku. Iako formalno član nijedne stranke, Tyler se u ostatku mandata uglavnom oslanjao na južnjačke demokrate. Vigovci i sjevernjački demokrati su zbog toga blokirali mnoge njegove inicijative, uključujući nastojanje da Republiku Teksas pripoji kao novu saveznu državu SAD-u.
Najvažniji događaj u Tylerovom mandatu koji ga je mogao koštati glave se dogodio 28. veljače 1844. kada se Tyler zajedno s 200 uvaženih gostiju ukrcao na USS Princeton, novu, modernu parnu korvetu američke ratne mornarice na njenoj ceremonijalnoj plovidbi rijekom Potomac. Prilikom ispaljivanja počasnog plotuna, jedan od eksperimentalnih topova je eksplodirao usmrtivši 6, a ranivši 20 ljudi. Među žrtavama su bili Tylerov državni tajnik Abel P. Upshur, ministar mornarice Thomas Gilmer te ugledni Njujorčanin Daniel Gardiner.
Gardinerovu kći Juliju je Tyler upoznao upravo na tom kobnom putovanju. Nekoliko mjeseci kasnije njih dvoje su se vjenčali, što je prvi slučaj da se predsjednik SAD-a vjenčao za vrijeme svog mandata. Tyleru će ona roditi sedmoro djece, što ga, zajedno s osmoro djece iz prethodnog braka s Letititom Christian čini najplodnijim predsjednikom u povijesti.
Nakon isteka mandata Tyler se povukao na svoje imanje u Virginiji. U veljači 1861., u predvečerje građanskog rata, je pokušao ishoditi kompromis između sjevernih i južnih država. Kada u tome nije uspio, savjetovao je Virginiji da se odcijepi, a sam je kasnije služio u Kongresu Konfederacije američkih država. 

## Zanimljivo
Iako je rođen prije više od 220 godina, a umro prije više od 150 godina, John Tyler ima dva živuća unuka u 2017. godini.